# William Preston Lane
William Preston Lane Jr. (* 12. Mai 1892 in Hagerstown, Maryland; † 7. Februar 1967 ebenda) war ein US-amerikanischer Politiker (Demokratische Partei) und von 1947 bis 1951 Gouverneur des Bundesstaates Maryland.

## Frühe Jahre und politischer Aufstieg
Nach der Grundschule studierte Lane bis 1915 an der University of Virginia Jura. Nach seiner Zulassung als Rechtsanwalt praktizierte er in seiner Heimatstadt Hagerstown. Während des Ersten Weltkriegs stieg er bei einer Infanterieeinheit der US-Armee bis zum Major auf. Wegen seiner Tapferkeit wurde er mit dem Silver Star ausgezeichnet. Nach dem Ende des Krieges setzte er seine Anwaltstätigkeit in Hagerstown fort. Außerdem gab er dort zwei Tageszeitungen heraus.
Im Jahr 1919 bewarb Lane sich erfolglos um die Stelle eines Staatsanwalts. Zwischen 1930 und 1934 war er Attorney General von Maryland. Als er in dieser Eigenschaft einen Lynchmord im östlichen Teil des Staates zur Anklage brachte, verlor er vorübergehend die politische Unterstützung der Einwohner dieses Gebietes. Im Jahr 1936 war er einer der Wahlmänner, die für Franklin D. Roosevelts Wiederwahl als US-Präsident stimmten. Zwischen 1940 und 1950 war er Mitglied im Democratic National Committee. Am 5. November 1946 wurde er mit 54 % der Wählerstimmen gegen Theodore McKeldin, der auf 45 % kam, zum neuen Gouverneur seines Staates gewählt.

## Gouverneur von Maryland
Lane trat sein neues Amt am 3. Januar 1947 an. Damit begann seine Amtszeit fünf Tage vor dem von der Verfassung vorgesehenen Termin. Diese Verlegung wurde nötig, weil sein Vorgänger Herbert O’Conor an diesem Tag zurückgetreten war, um in den US-Senat zu wechseln. In Lanes Amtszeit wurden das Schulwesen verbessert und einige Regierungsgebäude erneuert. Die Sitzungen der Legislative fanden nun jährlich, und nicht wie bisher, nur alle zwei Jahre statt. Durch eine Steuererhöhung wurde auch das Gesundheitswesen besser ausgestattet. Außerdem wurden damals die Straßen ausgebaut und die Chesapeake Bay Bridge, die heute nach ihm benannt ist, geplant. Das Bauwerk selbst wurde erst im Jahr 1952, nach Lanes Amtszeit, fertiggestellt.
Die für diese Projekte notwendigen Steuererhöhungen waren aber beim Volk unbeliebt. Daraus resultierte seine Niederlage bei der Gouverneurswahl des Jahres 1950. Bei diesen Wahlen kandidierte wieder McKeldin gegen ihn, der diesmal mit 57:42 Prozent der Stimmen gewann. Deshalb musste Lane am 10. Januar 1951 aus seinem Amt ausscheiden.

## Weiterer Lebenslauf
Nach dem Ende seiner Gouverneurszeit widmete sich Lane seinen privaten und geschäftlichen Interessen. Er war im Aufsichtsrat einiger Firmen und setzte seine Anwaltstätigkeit bis zu seinem überraschenden Tod im Jahr 1967 fort. Mit seiner Frau Dorothy Byron hatte William Lane zwei Töchter.